# Berekszó (Szerémség)
Berekszó (szerbül Беркасово / Berkasovo) falu Szerbiában, a Vajdaságban, a Szerémségi körzetben, Sid községben.

## Népesség

### Demográfiai változások
| 1948 | 1953 | 1961 | 1971 | 1981 | 1991 | 2002 |
| ---- | ---- | ---- | ---- | ---- | ---- | ---- |
| 1156 | 1235 | 1214 | 1213 | 1217 | 1103 | 1228 |